# 懐機
懐機（かいき、琉：くぇーち）は、琉球国第一尚氏王統の国相。中国明から派遣された人物だという説があり、第一尚氏王統の始祖である尚思紹から第5代国王尚金福までの王に仕えたとされる。

## 人物
進貢長史として懐機が琉球に派遣されている。
王茂の次の年代に国相となり、尚金福王代には、離れ島だった那覇浮島をつなぐ石橋（長虹堤）の土木工事の指揮を執っている。
尚思紹・尚巴志・尚忠・尚思達・尚金福の第一尚氏王統五代の王に仕え、国公と呼ばれる。
しかし近年石井望の以下の新説がある。「おもろさうし」78番（卷二）に、越来按司の子「（ま）たちよもい」が尚泰久であることは定説だが、別途巻十五の「宇座のたちよもい」を泰期とする旧説は誤りであり、両者はともに同一の尚泰久＝懷機＝國公道球である。尚泰久が懷機という漢字名（越來の福建字音）で座喜味城の長濱で南海貿易を行ない、國公（越來及び懷機の同音）の道球（泰久の同音）として『琉球國由來記』巻十に記録されたのである。

## 参考
1. ↑  『新 琉球王統史 ③ 思紹王、尚巴志王・尚泰久王』新星出版株式会社、2006年8月25日 第2刷発行。
2. ↑   OD版 球陽 原文編. 株式会社KADOKAWA. (2011年11月25日)
3. ↑  いしゐのぞむ「古琉球史を書き換へる」『純心人文研究』第28号、長崎純心大学、2022年2月、213-240頁、CRID 1050291768469112064、ISSN 13412027、国立国会図書館書誌ID:032010890。
4. ↑  “2022年6月5日 - 電子版新聞の販売・購読ポータルサイト - 新聞オンライン.COM”. www.shimbun-online.com. 2025年1月27日閲覧。
5. ↑   “2022年6月26日 - 電子版新聞の販売・購読ポータルサイト - 新聞オンライン.COM”. www.shimbun-online.com. 2025年1月27日閲覧。
6. ↑  
いしゐ, のぞむ「尖閣島名の淵源（下）補説」『純心人文研究』第29号、2023年2月、236–210頁。
7. ↑  “「統一独立の琉球なかった」 石井氏が新説、第一尚氏も否定”. yaeyama-nippo.co.jp (2024年6月15日). 2025年1月27日閲覧。
8. ↑  チャンネル桜沖縄支局「沖縄の声」 (2024-06-25), 【沖縄の声】【琉球史の定説を覆す”新琉球史”】三山統一は真っ赤な嘘！【石井望】【主催：日本沖縄政策研究フォーラム】[桜R6/6/25] 2025年1月27日閲覧。
9. ↑  　いしゐのぞむ　「驚愕の古琉球史」　令和６年二月　　https://n-junshin.repo.nii.ac.jp/records/2000084　　『純心人文研究』 第三十號